# Corydalis subverticillata
Corydalis subverticillata är en vallmoväxtart som beskrevs av Lazkov. Corydalis subverticillata ingår i släktet nunneörter, och familjen vallmoväxter. Inga underarter finns listade i Catalogue of Life.